# Манари, Раффаэле
Раффаэ́ле Мана́ри (итал. Raffaele Manari; 21 апреля 1887, Карсоли, Абруцци — 21 апреля 1933, Рим) — итальянский органист и композитор.
Ученик Раффаэле Казимири и Ремиджио Ренци. В 1917 году возглавил кафедру органа в Папском Институте церковной музыки. C 1920 года и до конца жизни органист Базилики Сан-Джованни ин Латерано. Кроме того, с именем Манари был связан большой орган кафедрального собора Мессины, инаугурацию которого Манари провёл незадолго до смерти в 1933 году, написав специально для нового инструмента Сицилианскую фантазию, — этот орган был разрушен во время Второй мировой войны, и на воссозданном заново инструменте ряд произведений Манари записал Доменико Северин. Из других сочинений Манари наиболее известен концертный этюд «Salve Regina», посвящённый им своему ученику Фернандо Джермани. Учеником Манари был и другой известный итальянский органист Ферруччо Виньянелли.